# Денніс Терінг
Денніс Терінг (нім. Dennis Thering; 5 квітня 1984, Гамбург) — німецький політик, голова парламентської групи Християнсько-демократичний союз Німеччини в Парламенті Гамбурга з 18 березня 2020 року, а також лідер опозиції.

## Освіта
Денніс Терінг закінчив бізнес-школу City Nord. Потім він проходив альтернативну службу в лікарні Святого Духа в районі Поппенбюттель. Потім він пройшов навчання як банківський клерк у Hamburger Sparkasse, де пропрацював 4 роки (з 2006 до 2010). 2013 року він закінчив політологію в Гамбурзькому університеті зі ступенем бакалавра гуманітарних наук. З січня 2014 року до березня 2020 року він працював у Pflegen & Wohnen Hamburg GmbH.

## Політична кар'єра

### Вступ та перші роки в партії
Терінг був членом ХДС з 2001 року, головою ХДС в Альстерталі та з травня 2018 року районним головою ХДС Вандсбеком. У період з 2004 до 2008 року він був членом місцевого комітету Альстерталь, а з 2005 року заступником керівника групи.
З 2008 до 2011 року він був обраним прямим голосуванням членом виборчого округу Альстерталь-Вальддорфер окружних зборів Вандсбека. У цей час він був представником регіону Альстерталь та представником відділу спорту у парламентській групі ХДС окружних зборів Вандсбека.

### Перший термін у парламенті Гамбурга
З 2011 року він був депутатом гамбурзького парламенту та членом державної ради ХДС у Гамбурзі; з 2020 року — головою парламентської групи ХДС у Гамбурзі.

### Другий термін у парламенті Гамбурга
На виборах штату 2015 року Терінг повернувся до парламенту за прямим мандатом у виборчому окрузі Альстерталь-Вальддорфер та був заступником голови парламентської групи ХДС до 18 березня 2020 року.

### Третій термін у парламенті Гамбурга
На загальних виборах 23 лютого 2020 р. Терінг знову балотувався як головний кандидат від ХДС Гамбурга у виборчому окрузі Альстерталь-Вальддорфер. Йому знову вдалося пройти до парламенту Гамбурга. На засіданні установчої парламентської групи 18 березня 2020 року парламентська група ХДС одноголосно обрала його своїм новим головою, змінивши Андре Треполя.

## Політичні погляди
У 2020 році Денніс Терінг розкритикував квоту для жінок у політиці. Каже, що підтримує працьовитих жінок, але жіноча квота несправедлива. Він вважає, що гарний догляд за дітьми допоможе краще підтримувати жінок.
У березні 2022 року у промові перед Радою громадян Гамбурга він публічно підтримав Україну у війні проти Росії. Терінг закликає до правових наслідків використання символу «Z».